# Explosiones de San Juan Ixhuatepec de 1984
Las explosiones de San Juan Ixhuatepec de 1984, también conocidas como explosiones de San Juanico, fueron una cadena de explosiones del tipo BLEVE (acrónimo en inglés para «explosión de vapores que se expanden al hervir el líquido»), ocurridas en una planta de almacenamiento y distribución de Petróleos Mexicanos (PEMEX) en San Juan Ixhuatepec, Tlalnepantla de Baz, Estado de México, dentro de la zona metropolitana de la Ciudad de México, así como en sus alrededores. Las explosiones más fuertes comenzaron a las 5:45 a. m., tiempo del Centro (11:45 UTC) del 19 de noviembre de 1984 y terminaron a las 7:01:27 (13:01 UTC); explosiones menores se registraron hasta el siguiente día, 20 de noviembre, por la mañana.
El accidente provocó la muerte de 500 o más personas y un aproximado de 2000 heridos, así como la evacuación de más de 10 000 personas y daños en un área de hasta un kilómetro de la planta siniestrada, debido a la violenta de dispersión de restos de la misma. Las víctimas resultantes fueron carbonizadas, asfixiadas por el gas propano y a consecuencia de serias quemaduras. Las explosiones fueron calificadas en su tiempo como de la más mortíferas registradas en la historia provocada por gas licuado de petróleo, y el hecho es incluido como uno de los tres peores accidentes industriales junto al Desastre de Bhopal y al Accidente de Cubatao de 1984.
Según investigaciones posteriores de la Fiscalía mexicana, las explosiones fueron responsabilidad de PEMEX.

## Antecedentes
El pueblo de San Juan Ixhuatepec data de entre los siglos XIV y XV. Después de la conquista de México, se convirtió en un pueblo de indios, y para el siglo XIX parte de sus tierras fueron despojadas para una hacienda. La Revolución Mexicana les restituyó tierras ejidales a sus habitantes.
Hacia la década de los cincuenta, la zona metropolitana del Valle de México sufrió un crecimiento y una urbanización acelerada. La política de los gobiernos encabezados por Isidro Fabela y Alfredo del Mazo Vélez fue la de fomentar que municipios cercanos a la Ciudad de México albergaran grandes corredores industriales como Naucalpan y precisamente Tlalnepantla de Baz, en cuyo exclave al oriente de la delegación Gustavo A. Madero y el municipio de Ecatepec de Morelos, se localiza San Juan Ixhuatepec, zona conocida popularmente como «San Juanico».
En esta dinámica industrializadora, los gobiernos estatal y federal comienzan una serie de expropiaciones de tierras de ejido para el establecimiento de industrias. En el caso de San Juanico, fue en 1959 cuando se hizo lo propio en beneficio de PEMEX con el fin de establecer una planta que procesara gas licuado de petróleo proveniente de distintas refinerías del país, tanto para uso doméstico como industrial en las nuevas zonas industriales, incluyendo las mencionadas de Tlalnepantla, Naucalpan e Industrial Vallejo. La primera planta de PEMEX, con capacidad para 16 millones de m3 de gas LP fue inaugurada en 1961. Esta planta recibía gas a través de gasoductos provenientes de Minatitlán, Poza Rica y Coatzacoalcos, y que conectaban con la Refinería 18 de Marzo en Azcapotzalco. Diversas empresas privadas comenzaron a establecer plantas en torno a la de PEMEX, con el fin de distribuir gas doméstico en forma de cilindros.
Respecto a la infraestructura de las plantas de Pemex involucradas, estas mantenían un riesgo de bajo a intermedio, de nivel aceptable para la industria que realiza este tipo de operaciones. Contaba con diversas estructuras para la detección y prevención de incidentes.
Una situación de riesgo que derivó en la alta mortandad del accidente, fue la proximidad de las casas con las plantas involucradas. Alrededor de la planta se encuentran, además de San Juan Ixhuatepec, las colonias San José Ixhuatepec, San Isidro Ixhuatepec y Residencial El Copal. Algunas, si no es que en su mayoría, varias de estas casas eran asentamientos irregulares de familias pobres, construidas con materiales como madera y cartón. Diversos testimonios indican que desde las 03:00 a. m. del 19 de noviembre, vecinos aledaños a la planta reportaron a las autoridades un fuerte olor a gas. Documentos indican peticiones reiteradas de parte de trabajadores de la planta a PEMEX por falta de mantenimiento en estructuras y de piezas fundamentales, como válvulas que se encontraban dañadas. Según la paraestatal, 55 personas se encontraban laborando en la planta al momento del accidente.

### El accidente
El accidente tuvo lugar en la ya citada planta de almacenamiento y distribución de gas licuado del petróleo propiedad de PEMEX cuya función era repartir el combustible y almacenarlo.
El origen de la catástrofe ocurrió alrededor de las 5:30 a. m. cuando se suscitó la ruptura de una tubería de 20 cm de diámetro que transportaba gas LP desde tres refinerías diferentes, hasta la planta de almacenamiento cerca de los parques de tanques, que estaban compuestos por 6 esferas y 48 cilindros de diferentes capacidades. El sobrellenado de uno de los depósitos y sobrepresión en la línea de transporte de retorno, fueron uno de los probables factores que, con la falta de funcionamiento de las válvulas de alivio del depósito de sobrellenado, provocó una fuga de gas durante casi diez minutos.
Alrededor de las 5:40 a. m., esta fuga propició la formación de una gran nube de vapor inflamable de unos 200 metros por 150 metros, la misma que entró en ignición alrededor de 100 metros del punto de fuga por algún punto de ignición. Una versión indica que esta pudo ser causada por una persona.
Esta hizo que se generara un incendio de grandes proporciones que afectaría en primer momento a diez viviendas que rodeaban a la planta. Para las 5:44 a. m., una pequeña esfera se incendió, generando una explosión tipo BLEVE de unos 300 metros de diámetro y 250 a 300 metros de altura aproximadamente, a la que siguieron once explosiones en cadena generadas por las cuatro esferas restantes y quince tanques cilíndricos, durante alrededor de hora y media, culminando en forma menos violenta hasta alrededor de las 10:00 a. m.. Los sismógrafos de la Universidad Nacional Autónoma de México (UNAM) registraron, en total, ocho explosiones de gran magnitud, la última a las 7:01 a. m.. Explosiones menores se registraron en distintas horas, la última hasta las 10:00 a. m. del siguiente día, 20 de noviembre de 1984.

### Infraestructura involucrada
Distintas fuentes compendian que las siguientes instalaciones —llenas de propano y butano a presión— fueron las involucradas:
- 2 esferas de 2,400 m3
- 4 esferas de 1,600 m3
- 4 cilindros de 270 m3
- 14 cilindros de 180 m3
- 21 cilindros de 36 m3
- 6 cilindros de 54 m3
- 123 cilindros de 45 m3
- Cuarto de control
- Casa de bombas
- Bombas contraincendios

### Efectos del accidente

#### Efectos inmediatos
Fue tal la radiación térmica y tan rápida, que gran cantidad de gente no tuvo tiempo de reaccionar y quedó calcinada casi instantáneamente, por ello, tan solo el 2% de los cadáveres rescatados pudieron ser reconocidos posteriormente. En la memoria citadina quedaría una altísima explosión que alcanzó cerca de 200 metros de altura, que produjo un resplandor anaranjado que iluminó el amanecer de ese día y pudo verse en sitios tan alejados del punto del accidente como el Ajusco. Diversos testimonios indican que esta ocurrió poco antes de las 07:00 a. m.. Muchas personas sobrevivientes salieron corriendo del área del siniestro con quemaduras considerables, envueltas en llamas. Diversos cilindros domésticos de gas LP estallaron adicionalmente después de recibir el vapor a muy alta temperatura producido por el BLEVE. Los materiales como madera y cartón de muchas de las casas, ardieron instantáneamente. Además de los cientos de personas que aún dormían, o se alistaban a salir a trabajar, testimonios indican que a esa hora habitualmente ya se encontraban decenas de trabajadores y sus ayudantes en pipas particulares llenando cilindros para distribuir por toda la capital mexicana, los cuales probablemente desaparecieron instantáneamente debido a la cercanía de su sitio de trabajo con el sitio de la conflagración.
La explosión generó un cráter de 200 metros. La zona quedó totalmente destruida, y la poca gente que sobrevivió pudo huir a lugares lejanos a la zona de la tragedia, la topografía fue difícil, el lugar también contribuyó en parte a entorpecer el rescate y el combate al siniestro. Los cuerpos de emergencia comenzaron su arribo a las 6:15 a. m., no se daban abasto, por lo que algunas familias trataron de curar con base en remedios caseros. Los cuerpos de emergencia apenas podían controlar parte de las llamas, y en estos incidentes fallecieron o resultaron heridos rescatistas, bomberos, policías y soldados que llegaban o atendían víctimas que fueron sorprendidos por fuertes explosiones subsecuentes. Hubo temores de que plantas cercanas al siniestro pudiesen estallar, por lo que a las 6:20 a. m. arribaron los primeros elementos del ejército mexicano para acordonar la zona.
Restos de los tanques que estallaron salieron volando en un rango de pocos metros hasta más de un kilómetro a la redonda, impactando otras casas lejanas al accidente y provocando daños considerables.
Los autobuses, vehículos particulares y camiones que pasaban por la zona cercana y por la autopista México-Pachuca, subían a la gente sin cobrarle para llegar a salvo al paradero de la estación del metro Indios Verdes o a otros destinos lejos de la tragedia como la zona poniente de Tlalnepantla, Cuautepec, Lindavista, Ticomán, entre otras. También los comerciantes de comida regalaron alimentos a las víctimas que pudieron escapar del lugar de la tragedia. Autoridades de ese entonces se sorprendieron al ver que algunos ganados y animales quedaron totalmente calcinados o ciegos debido a la explosión.
Mientras los bomberos luchaban inútilmente contra el incendio, fue requerida la ayuda de otras comunidades cercanas, como de la delegación Gustavo A. Madero, y el municipio de Ecatepec de Morelos. Lo que se pudo hacer fue dejar que el gas se quemara para poder vaciar los tanques y esferas restantes que aún no habían estallado y reducir el daño de la tragedia, quemándose en total 11 000 metros cúbicos de los 16 000 que tenía la planta en total. El fuego fue apagado 40 horas después.

## Consecuencias

#### Víctimas
Si bien existen diversas estimaciones sobre el número de víctimas debido a las condiciones propias del accidente, las cifras oficiales del gobierno estatal consideraron:
- 500 o más personas fallecidas, cifras oficiales estimaron 503.
- 926 personas heridas de consideración, 353 con quemaduras de primer grado.
- 10000 personas evacuadas.
- 149 viviendas destruidas.
- 7000 personas atendidas en hospitales del Estado de México y de la Ciudad de México, de las cuales 249 requirieron cuidados intensivos y posteriores

Diversas fuentes reportan que las víctimas fueron muchas más, pero no pudieron ser contabilizadas. En los siguientes días comenzaron los entierros de las personas y restos de las mismas en el panteón «Caracoles» cercano a la zona de la tragedia. Muchas de estas personas fueron inhumadas como anónimas, debido a las condiciones de la tragedia, en una fosa común.
Más de 10 000 personas fueron trasladadas a sitios cercanos habilitados como albergues, tales como la Basílica de Guadalupe y las instalaciones de Zacatenco del Instituto Politécnico Nacional. La explosión atrajo la atención mediática tanto nacional como internacional, concurriendo cientos de reporteros a la zona para documentar las acciones. 

#### Acciones gubernamentales y movimientos sociales
El sitio fue visitado por el entonces presidente Miguel de la Madrid y el gobernador Alfredo del Mazo González el 20 de noviembre por la noche. La instrucción presidencial fue la de ayudar a las víctimas y a las personas damnificadas, constituyéndose una «Comisión Intersecretarial de Auxilio a los damnificados de San Juan Ixhuatepec», que dispuso cantidades millonarias tanto para la atención de las víctimas, como para la reconstrucción de las casas afectadas como para indemnizaciones.
En los días posteriores a la tragedia, diversos funcionarios del gobierno, incluyendo el propio director de PEMEX, Mario Ramón Beteta, trataron de culpar a las gaseras privadas que distribuían gas en torno a la planta gubernamental.
Debido a las consecuencias de la tragedia, se conformó la «Asamblea Popular de San Juan Ixhuatepec», con el fin de organizar a las víctimas, y exigir las demandas posteriores como la atribución de la responsabilidad a PEMEX, así como su reinstalación fuera de San Juanico y el desacuerdo en el número de víctimas oficiales. La primera marcha de este movimiento, realizada el 25 de noviembre de 1984, fue reprimida por el gobierno del Estado de México. Diversos líderes sociales de esta asamblea murieron en condiciones extrañas como Telésforo Rivera Morales, líder de las personas damnificadas, quien fue secuestrado, torturado y asesinado; otras personas prominentes de esta organización social fueron obligadas a abandonar San Juanico, como el presidente de Participación Ciudadana, Agustín Baños, y el párroco de la zona por 20 años previos al desastre, el padre Abel de la Cruz, quien denunció públicamente a PEMEX. Otra marcha fue reprimida por la policía el 16 de diciembre de 1985. A partir de entonces se conformó la Unión Popular Ixhuatepec, una asociación civil que permaneció para proseguir la lucha por los reclamos de las víctimas.

### Responsabilidades
Debido a la movilización popular y la presión social y mediática, el 22 de diciembre de 1984, la Procuraduría General de la República —fiscalía mexicana— determinó como responsable de las explosiones a PEMEX. A partir de 1985 se inició el pago de indemnizaciones. Reportes periodísticos indicaron irregularidades y corrupción en el proceso de reconstrucción e indemnización de las víctimas. Algunas indicaron nunca haber recibido apoyo alguno pese a haber recibido daños directos.
Nunca hubo una determinación estrictamente científica de la causa directa del accidente, pero distintas situaciones apuntan al error humano y a la falta de sistemas preventivos y de detección adecuados. Estudios posteriores indican que un mayor espaciamiento entre las estructuras de gas hubiera ayudado a disipar los vapores y evitar la reacción en cadena. Otro acto negligente fue la permisión gubernamental del establecimiento demasiado cercano a las convenciones de seguridad mundiales, de establecimientos humanos que resultaron finalmente afectados de gravedad.
El 21 de noviembre de 1986, un decreto presidencial de Miguel de la Madrid determinó la salida de PEMEX y de las gaseras privadas, el cual nunca fue cumplido a cabalidad.  

## Incidentes posteriores
Después de las explosiones de 1984, la zona de San Juanico registró accidentes considerables:
- El 23 de noviembre de 1990 se registró una explosión y un incendio en una planta de Pemex.[1]

- El 11 de noviembre de 1996, dos depósitos de gasolina regular sin plomo estallaron juntos en la planta Satélite Norte,[12][13] instalaciones nuevas hasta entonces construidas por la paraestatal, a un kilómetro de donde había ocurrido la explosión de 1984. El nuevo incendio pudo combatirse hasta su extinción hasta la madrugada del día siguiente. Algunas fuentes oficiales confirmaron 2 muertos y 14 lesionados, por lo que no tuvo la misma intensidad que el ocurrido 12 años antes, sin embargo, los mecanismos de alerta y evacuación funcionaron correctamente y se pudo evacuar la zona para minimizar el daño. Además, un año antes se registró un incendio en una bodega en la ya clausurada planta.

Decenas de gaseras siguen operando en la zona y realizando transporte de cientos de cilindros de gas licuado de petróleo hacia la Zona Metropolitana del Valle de México.